# علي ويس
علي ويس، لاعب كرة قدم إيراني سابق.
و قد كان يلعب مع فريق الاحمدی الكويتی، وقد كان هداف لكأس الأمير 1962/1963 برصيد 3 أهداف.
ولقدحصل علی لقب أول هداف غیر کویتی لکاس الامیر وثم حصل علی اسم العمید علی ویس ،
لقد کان العمید علی ویس من الجیل الذهبی ، بعدرجوعه الا ایران والا مسقط راسه فی منطقة دارخوین احدی من مناطق الاهوازاسس فریقه الخاص وبدء فی تعلیم هذه الریاضة.